# Pavel Karpov
Pavel Karpov (en russe : Павел Иванович Карпов ; né en 1873 dans l'Empire russe et mort en 1932 (?) en URSS) est un psychiatre russe, membre effectif de l'académie d'état des sciences et des arts. Il est un des premiers chercheurs russes sur la créativité des malades mentaux, à avoir observé la possibilité que présente le fait de dessiner comme moyen thérapeutique. Il avait, dans sa collection, rassemblé des milliers de dessins de patients d’hôpitaux psychiatrique.

## Biographie
Pavel Karpov et né en 1873 à Moscou, selon une source, et à Saint-Pétersbourg, selon une autre.
Il étudie à la faculté de médecine de l'Université d'État de Moscou (dénommée à l'époque université impériale). En 1902 il est arrêté par l'okhrana pour détention de littérature censurée. À cette époque Karpov fait la connaissance du peintre Mikhaïl Vroubel qui est traité dans la clinique privée du docteur Fiodor Oussoltsev. Karpov se trouvait également dans cette clinique mais son statut n'est pas clair et l'on ne sait pas exactement s'il était étudiant, assistant ou médecin débutant. Il prend Vroubel en charge, voyage avec lui, discute d'art. Karpov va visiter la gare de Iaroslavl une des grandes gares de Moscou où Vroubel a été chargé par l'architecte Franz Schechtel de décorer des intérieurs notamment un petit salon gothique avec trois panneaux Le Matin, Le Midi, Le Soir, ainsi que des sculptures, des vitraux.
Il rend aussi visite à la sœur de Vroubel, Anna Alexandrovna, qui jouait un grand rôle dans la vie du peintre et a échangé une correspondance durant très longtemps avec son frère.
Quand il est hospitalisé en 1904-1905, Vroubel crée un cycle graphique consacré aux patients et au personnel de la clinique de Fiodor Oussoltsev. Trois de ces portraits se trouvent aujourd'hui à la galerie Tretiakov. Vroubel présente aussi à Karpov une des esquisses pour ses tableaux du Démon terrassé.
En 1911, P. I. Karpov est diplômé de l'université et la même année il soutient sa thèse sur le thème L'évolution de la vie psychique, qui sera publiée en 1921. En 1911, il commence par travailler comme interne, puis comme médecin à l' hôpital psychiatrique de Pretchistenski. En 1917, il est choisi comme chef de service.De 1915 à 1926, il donne des cours sur les maladies mentales et nerveuses dans des écoles moyennes . De 1917 à 1920, il travaille en tant qu'assistant à la clinique du professeur Liverij Osipovich Darkshevich (en). En 1920, il est choisi comme directeur et professeur du Bekhterev Psychoneurological Institute (en) de Saint-Pétersbourg, où il dirige la section propédeutique et donne un cours d'Introduction à la psychiatrie.
De 1923 à 1932, P. I. Karpov devient membre effectif de l'académie d'état des sciences artistiques et il préside la commission pour l'étude des créations artistiques des cas pathologiques et est aussi secrétaire scientifique du cours de psychologie des arts.
En 1926, il devient membre du conseil de l'Institut pour l'étude des crimes et des délinquants ainsi que directeur de laboratoire pour l'étude sur les comportements de masse. En 1930, il travaille au laboratoire d'art expérimental.
Dès 1911, Karpov commence à rassembler des peintures et dessins de patients souffrant de troubles mentaux, mais aussi des vers, de la prose et il souhaitait créer un musée sur la base de ces œuvres. Il avait plusieurs milliers de dessins et peintures de patients. Cela lui permettait d'étudier minutieusement la dynamique des changements sous l'influence des traitements et le rétablissement éventuel des patients. Le sort de cette collection n'est pas connu à ce jour.
Après les années 1930, les traces de Karpov disparaissent et son sort n'est pas connu.

## Travaux
- P. I. Karpov, La créativité des malades mentaux et son influence sur le développement des sciences de l'art et de la technologie, Moscou, édition Gosizdat (Госиздат), 1926./Творчество душевнобольных и его влияние на развитие науки, искусства и техники. — Moscou : Госиздат, 1926.
- P. I. Karpov, Créativité émotionnelle quotidienne dans l'art russe ancien / Бытовое эмоциональное творчество в древнерусском искусстве, Moscou, 1928.
- P. I. Karpov, Créativité des prisonniers (dessins, sculpture et travaux de maître), Moscou, édition Narkombnoutrel/Наркомвнутрдел, 1929.

## Article annexe
- Grigori Segaline (ru)